# Limites entre les continents
- Afro-Eurasie :
- Amérique :

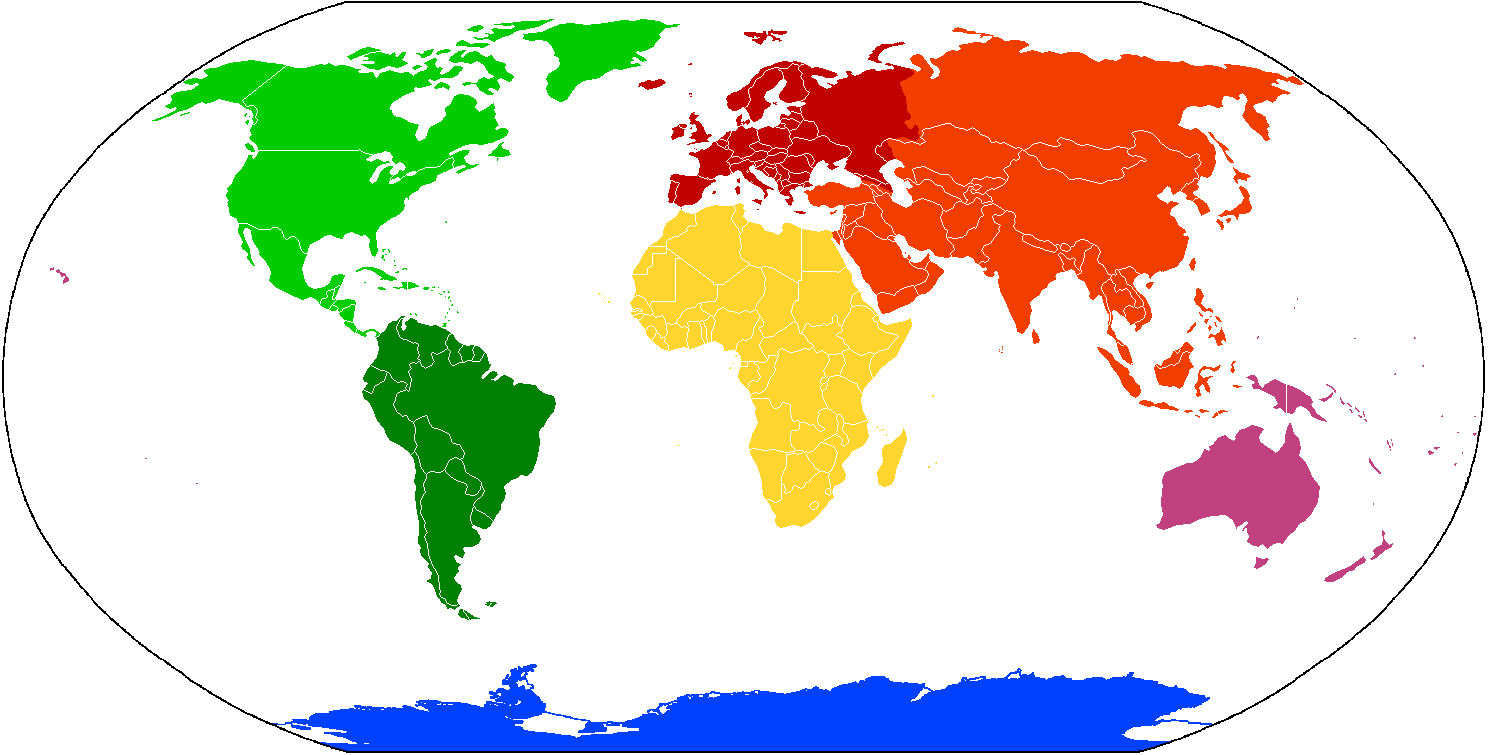
Carte des divisions possibles des terres émergées en continents :
Afro-Eurasie :
Afrique
Eurasie :
Asie
Europe
Amérique :
Amérique du Nord
Amérique du Sud
Antarctique
Australie/Australasie/Océanie

Carte des États transcontinentaux :
États transcontinentaux contigus
États transcontinentaux non-contigus
États qui peuvent être considérés comme transcontinentaux selon la définition ou la validité des revendications territoriales.

Carte des États insulaires : ces États ne sont pas situés sur des masses continentales, mais sont généralement groupés avec un continent proche.

Cet article recense les limites entre les continents.

## Généralités
L'étendue des continents, et donc leurs limites, est une convention géographique, qui dépend de nombreux critères faisant appel à des habitudes historiques et culturelles ; la limite entre deux continents peut donc varier suivant les conventions adoptées, sans que l'une soit plus vraie que l'autre. Le nombre même de continents varie suivant les modèles, de quatre à sept.
Les zones continentales incluent également les îles proches des masses continentales. En pratique et par convention, la plupart des grandes îles sont associées à un continent.

## Liste
Trois limites continentales peuvent être définies au-dessus de terres émergées :
- entre Amérique du Nord et Amérique du Sud, au niveau de l'Amérique centrale ;
- entre Afrique et Asie, au niveau de l'isthme de Suez[1] ;
- entre Asie et Europe, principalement au niveau des Détroits, du Caucase et de l'Oural.

Bien que les isthmes entre Asie et Afrique et entre Amériques du Nord et du Sud soient actuellement navigables, par les canaux de Suez et de Panama, les diversions et canaux d'origine humaine ne sont pas, en général, considérés comme définissant les limites entre continents. Par exemple, le canal de Suez se trouve simplement traverser l'isthme entre la mer Méditerranée et la mer Rouge, qui sépare l'Afrique et l'Asie.
Les limites continentales restantes concernent essentiellement l'association d'îles et d'archipels à des continents spécifiques :
- entre Afrique et Asie, en mer Rouge ;
- entre Afrique et Europe, en mer Méditerranée ;
- entre Amérique du Nord et Amérique du Sud, en mer des Caraïbes ;
- entre Amérique du Nord et Asie, dans l'océan Pacifique ;
- entre Amérique du Nord et Europe, dans l'océan Atlantique ;
- entre Amérique du Sud et Antarctique, à la limite entre océan Atlantique et océan Austral ;
- entre Amérique et Océanie, dans l'océan Pacifique ;
- entre Asie et Europe, dans l'océan Arctique et en Méditerranée ;
- entre Asie et Océanie, c'est-à-dire entre Asie du Sud-Est et Australasie dans les mers de Seram, d'Arafura, de Timor, de Halmahera et en Insulinde.

Certaines îles et archipels très isolés, comme les îles sub-antarctiques, peuvent être considérés comme associés à aucun continent.